# Angantyr
För fartyget, se M/S Angantyr.

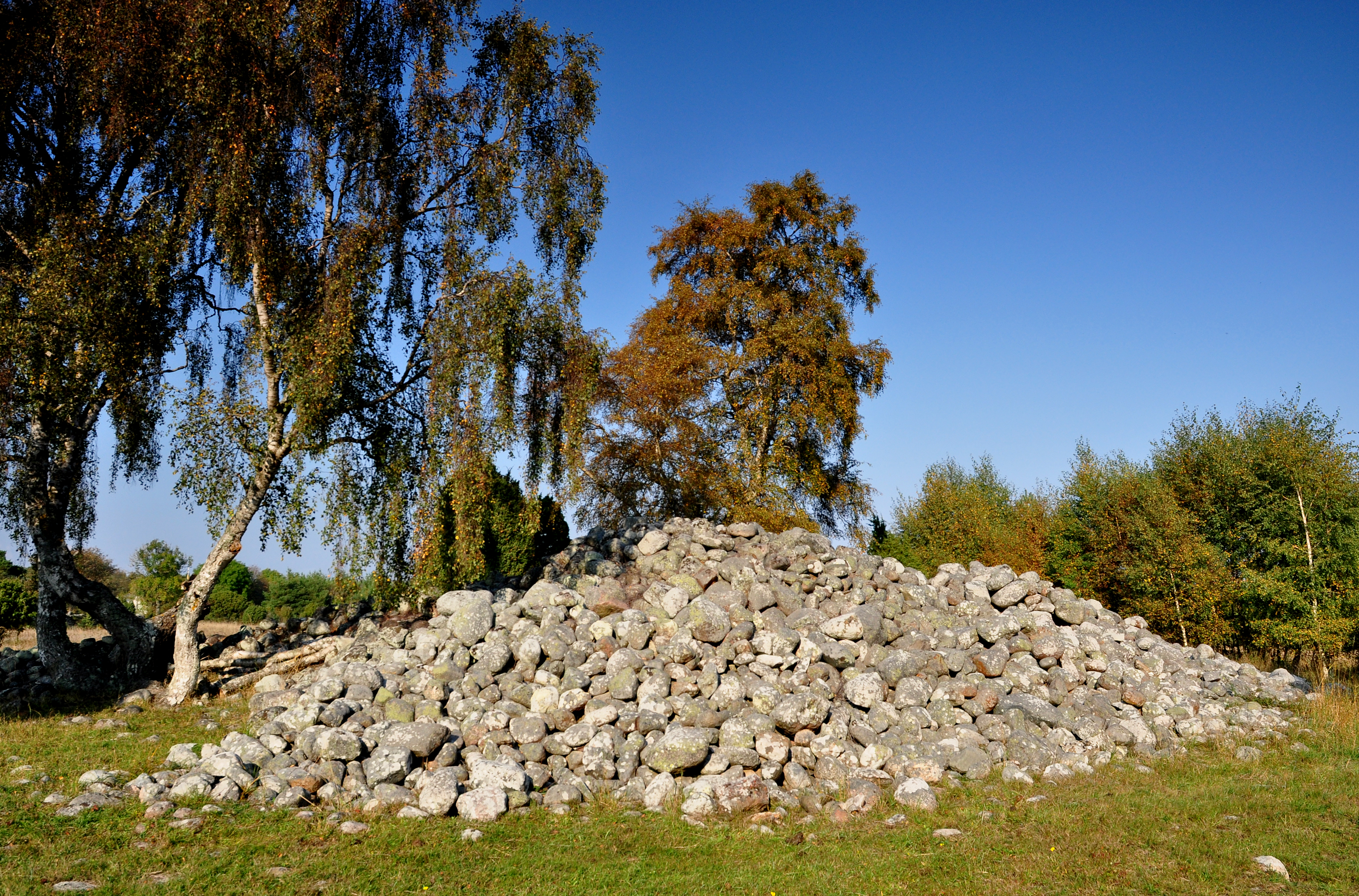
Angantyrs rojr i Grötlingbo socken, Gotland

Angantyr är namn på kämpar och kungar i den isländska sagalitteraturen. Ett par fornaldarsagor berättar om holmgången på Samsø mellan bärsärken Angantyr och Hjalmar den hugstore, där Angantyr dödar Hjalmar med sitt magiska svärd Tirfing, men också själv dör av sina sår.
I missionären Willibrords levnadsbeskrivning talas om en härskare Ongendus hos danerna.
I Beowulfkvädet omtalas en Ongentheow som sveakonung, far till Ottar och Ale. Han skulle ha stupat i strid mot det folk som i dikten kallas geatas. På Gotland finns ett gravröse som benämn Angantyrs rojr. Detta röse härrör dock från äldre bronsålder 1500–1000 f. kr.
På Bolmsö finns också en Angantyr omtalad i sockenhistorien. Han ska ha varit son till Arngrimm på Bolmsö och äldst av 12 bärsärkarbröder. Detta ska också ha varit den Angantyr som fick Tirfing (magiskt gyllende svärd) av dvärgarna. Kvar idag finns Tirfing som Bolmsö sockenvapen.
Det förekommer även en Angantyr i eddadikten Hyndlas sång. Dikten handlar om hur Ottar får hjälp av Freja att lära sig om sin härstamning för att kunna få ut sitt farsarv, som annars går till Angantyr.
Angantyr kan utifrån detta vara (historiska eller fiktiva personer):
- den danske kungen Ongendus (700-talet)
- sveakonungen Ongentheow omtalad i Beowulfkvädet
- Kung i Reidgotaland enligt Hervararsagan